# Margarinotus marginatus
Margarinotus marginatus är en skalbaggsart som först beskrevs av Wilhelm Ferdinand Erichson 1834.  Margarinotus marginatus ingår i släktet Margarinotus och familjen stumpbaggar. Arten är reproducerande i Sverige. Inga underarter finns listade i Catalogue of Life.